# Werner Peter
Werner Peter (* 25. Mai 1950 in Sandersdorf) ist ein ehemaliger deutscher Fußballspieler.

## Sportliche Laufbahn

### National
Peter begann mit neun Jahren in seinem Geburtsort bei der BSG Chemie Sandersdorf organisiert Fußball zu spielen – zunächst als Torwart, später als Stürmer. In der Saison 1965/66 wurde er mit 44 Treffern Torschützenkönig der Nachwuchsmannschaft. Mit 18 Jahren wechselte er zur BSG Chemie Bitterfeld, beendete seine Lehre zum Rohrschlosser und spielte während seiner Militärzeit bei der Nationalen Volksarmee für anderthalb Jahre innerhalb der Armeesportvereinigung Vorwärts an deren Standort im nahe gelegenen Wolfen für die dortige viertklassige Bezirksklassemannschaft.
Anschließend wurde er Ende 1970 zum Oberligisten HFC Chemie delegiert, bei dem er zunächst in der 2. Mannschaft eingesetzt wurde, die in der zweitklassigen DDR-Liga aktiv war. In der DDR-Oberliga spielte der 1,72 Meter große Stürmer ab März 1971 in 255 Punktspielen, in denen er 66 Tore erzielte. Mit 19 Treffer in der Meisterschaft und drei Toren in der Aufstiegsrunde war Werner Peter 1973/74 maßgeblich am sofortigen Wiederaufstieg der 1. Mannschaft in die ostdeutsche Eliteliga beteiligt. Als der HFC erneut 1984 die Oberliga verlassen musste, beendete der zum Meister der sozialistischen Industrie aufgestiegene Ex-Auswahlstürmer seine Spielerkarriere.

### International

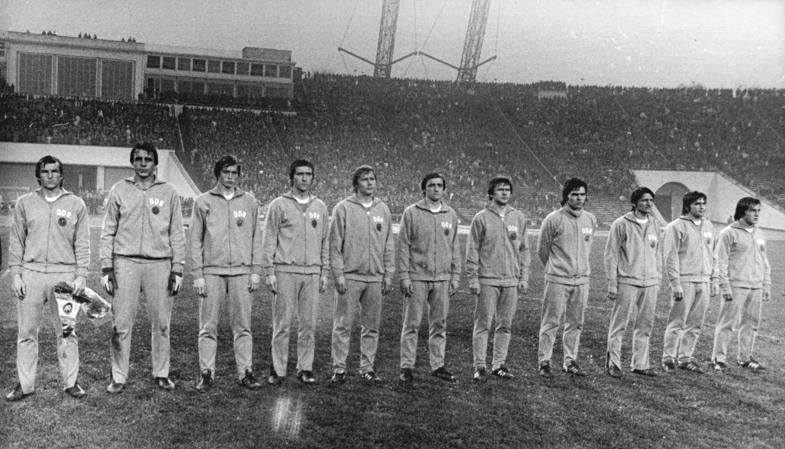
Das DDR-Nationalteam vor dem Länderspiel gegen Schweden 1978, Peter ist Dritter von rechts

Peter bestritt zwischen Mai 1972 und April 1978 acht Länderspiele mit der Nachwuchsnationalmannschaft – sechs in der U-23-Auswahl und zwei in der U-21 mit drei Treffern. Seine Torgefährlichkeit für den HFC im ostdeutschen Oberhaus führte Ende der 1970er-Jahre auch zu Berufungen in die A-Nationalmannschaft. Er debütierte 27-jährig im März 1978 unter Georg Buschner in einem Freundschaftsspiel gegen die Schweiz. Insgesamt bestritt er neun A-Länderspiele, in denen er einen Treffer erzielte.
Mit der Olympiamannschaft gewann er beim olympischen Fußballturnier in Moskau 1980 die Silbermedaille. Peter wurde im Finale gegen die Tschechoslowakei eine gute halbe Stunde vor Ende für Dieter Kühn eingewechselt, konnte mit seinen Teamkollegen im Kampf um Gold das Spiel nach dem ČSSR-Führungstreffer Jindřich Svobodas aber nicht mehr drehen. Mit seinen Mannschaftskameraden wurde er im selben Jahr mit dem Vaterländischen Verdienstorden in Bronze ausgezeichnet.

## Erfolge
- Silbermedaille bei den Olympischen Spielen: 1980
- 3. Platz in der DDR-Oberliga: 1971
- Aufstieg in die DDR-Oberliga: 1974

## Weiterer Werdegang
1989 kehrte er zum HFC Chemie zurück und arbeitete dort als Geschäftsführer, bis er nach dem Abstieg der Hallenser aus der 2. Bundesliga (1992) ausscheiden musste. Anschließend arbeitete er als Trainer, unter anderem beim FSV 67 Halle.